# Puente Internacional Brownsville-Matamoros
El Puente Internacional Brownsville-Matamoros (en inglés: Brownsville & Matamoros International Bridge) es uno de los tres puentes internacionales que cruzan la frontera entre Estados Unidos y México entre las ciudades de Brownsville (Texas) y Heroica Matamoros (Tamaulipas). Este puente internacional une el área metropolitana de Matamoros - Brownsville, que cuenta con una población de 1.136.995,  lo que constituye la cuarta área metropolitana más grande en la frontera México - Estados Unidos.
Popularmente se le llama el " puente viejo " porque su estructura original , aún en pie , es el puente internacional más antiguo de la ciudad. En 1999 , el estado de Texas colocó el marcador histórico 11.778 en el sitio para reconocer la significación histórica del puente.